# Сфиштофка (Тулћа)
Сфиштофка (рум. Sfiștofca) насеље је у Румунији у округу Тулћа у општини К.А. Росетти. Oпштина се налази на надморској висини од 0 m.

## Становништво
Према подацима из 2002. године у насељу је живело 141 становника.

### Попис2002.
| Расподела становништва по националности 2002.‍ | Расподела становништва по националности 2002.‍ | Расподела становништва по националности 2002.‍ | Расподела становништва по националности 2002.‍ | Расподела становништва по националности 2002.‍ |
| --------------------------------------------- | --------------------------------------------- | --------------------------------------------- | --------------------------------------------- | --------------------------------------------- |
|                                               |                                               |                                               |                                               |                                               |
| Румуни                                        | Румуни                                        |                                               | 25                                            | 17,9%                                         |
| Руси                                          | Руси                                          |                                               | 115                                           | 82,1%                                         |